# Park Won-soon
Park Won-soon ((kor. 박원순), ur. 26 marca 1956 w Changnyeong, zm. 9 lipca 2020 w Seulu) – południowokoreański prawnik i polityk, burmistrz Seulu w latach 2011-2020.
Park Won-soon był jednym z siedmiorga dzieci wychowywanych w wiejskiej rodzinie cierpiącej niedostatek w trudnych czasach po wojnie koreańskiej. W 1974 roku ukończył prestiżową męską szkołę średnią Kyunggi, po czym rozpoczął studia na Narodowym Uniwersytecie Seulskim. Rok później został relegowany z uczelni za udział w demonstracjach przeciwko rządom Park Chung-hee. Kolejne studia podjął na Dankook University, ukończył je w 1985 roku, specjalizując się w historii. 
W 1980 roku zdał koreański egzamin adwokacki, potem pracował jako prokurator w Daegu. W 1991 roku uzyskał dyplom prawa międzynarodowego na London School of Economics. Odbył też roczny staż na Harvard University. 
Jako prawnik prowadził wiele spraw dotyczących wolności prasy oraz praw kobiet. W 1998 doprowadził do wygranej w pierwszej w Korei Południowej sprawie dotyczącej molestowania seksualnego. W 1994 roku był jednym z założycieli organizacji obywatelskiej PSPD (People's Solidarity for Participatory Democracy), zaangażowanej w badania powiązań korupcyjnych pomiędzy rządem, a biznesem. 

## Burmistrz Seulu
W 2011 roku Park Won-soon wystartował jako kandydat niezależny w wyborach na burmistrza Seulu zorganizowanych po rezygnacji Oh Se-hoona. Wygrał uzyskując 2 158 476 głosów (53,4%) pokonując przedstawicielkę rządzącej Wielkiej Partii Narodowej Na Kyung-won, która uzyskała 1 867 880 głosów (46,21%). Z wyborów wycofał się inny niezależny kandydat, przedsiębiorca Ahn Cheol-soo, który poparł Parka Won-soona. 
Park Won-soon sprawował urząd burmistrza Seulu przez 9 lat, wygrywając dwukrotnie w kolejnych wyborach. Był też wymieniany jako potencjalny kandydat w ogólnokrajowych wyborach prezydenckich w 2022 roku. W czasie gdy kierował miastem, zainicjował liczne projekty mające poprawić jakość życia, m.in. obnizono czesne w szkołach, zainstalowano otwarte sieci wi-fi w publicznych parkach i na parkingach, zmieniono formę zatrudnienia pracowników w miejskich instytucjach. W czasie pandemii COVID-19 w 2020 roku szybko wprowadził restrykcje, obejmujące między innymi zakaz zgromadzeń oraz zamknięcie klubów nocnych. Krytycy zarzucali mu zbytnie promowanie pojednania z Koreą Północną. 

## Oskarżenie i śmierć
8 lipca 2020 była asystentka Parka Won-soona oskarżyła go o molestowanie seksualne, w tym nachalność fizyczną i wysyłanie niepoprawnych wiadomości. Następnego dnia odwołał on wszystkie spotkania służbowe i około godziny 11 wyszedł z domu. Jego córka, nie mając z nim kontaktu przez kilka godzin, o 17 zawiadomiła policję, która przeprowadziła szeroko zakrojone poszukiwania. Ciało Parka Won-soona znaleziono około północy na zboczu wzgórza Bukak w północnej części Seulu. Nie stwierdzono udziału innych osób w jego śmierci. 